# Olympische Jugend-Winterspiele 2012/Teilnehmer (Vereinigte Staaten)
| Gelbes Symbol für Goldmedaillen mit stilisierten Olympischen Ringen | Graues Symbol für Silbermedaillen mit stilisierten Olympischen Ringen | Braundes Symbol für Bronzemedaillen mit stilisierten Olympischen Ringen |
| ------------------------------------------------------------------- | --------------------------------------------------------------------- | ----------------------------------------------------------------------- |
| 2                                                                   | 3                                                                     | 3                                                                       |

Die Vereinigten Staaten nahmen an den Olympischen Jugend-Winterspielen 2012 in Innsbruck mit 57 Athleten in allen 15 Sportarten teil.

## Sportarten

### Biathlon
| Athleten                                                  | Wettbewerb                         | Zeit (Schießfehler) | Rang   |
| --------------------------------------------------------- | ---------------------------------- | ------------------- | ------ |
| Jungen                                                    |                                    |                     |        |
| Sean Doherty                                              | 7,5 km Sprint                      | 20:47,5 min (3)     | 12     |
| Sean Doherty                                              | 10 km Verfolgung                   | 31:44,3 min (8)     | 14     |
| Nick Proell                                               | 7,5 km Sprint                      | 22:21,8 min (2)     | 32     |
| Nick Proell                                               | 10 km Verfolgung                   | 36:03,6 min (8)     | 40     |
| Mädchen                                                   |                                    |                     |        |
| Anna Kubek                                                | 6 km Sprint                        | 18:56,7 min (1)     | 13     |
| Anna Kubek                                                | 7,5 km Verfolgung                  | 30:28,5 min (3)     | 10     |
| Aleksandra Zakrzewska                                     | 6 km Sprint                        | 21:21,8 min (4)     | 39     |
| Aleksandra Zakrzewska                                     | 7,5 km Verfolgung                  | 37:18,6 min (10)    | 41     |
| Gemischt                                                  |                                    |                     |        |
| Anna Kubek Aleksandra Zakrzewska Sean Doherty Nick Proell | Mixed-Staffel                      | 1:20:03,4 h (20)    | 14     |
| Anna Kubek Heather Mooney Sean Doherty Patrick Caldwell   | Mixed-Staffel Skilanglauf/Biathlon | 1:05:23,0 h (5)     | Bronze |

### Bob
| Athleten                  | Wettbewerb | Durchgang 1 | Durchgang 2 | Gesamt      | Gesamt |
| Athleten                  | Wettbewerb | Zeit        | Zeit        | Zeit        | Rang   |
| ------------------------- | ---------- | ----------- | ----------- | ----------- | ------ |
| Jungen                    |            |             |             |             |        |
| Cody Bascue Jake Peterson | Zweierbob  | 54,98 s     | 54,67 s     | 1:49,65 min | 7      |

### Curling
| Athleten                                                      | Wettbewerb | Gruppenrunde | Gruppenrunde | Viertelfinale | Viertelfinale | Halbfinale         | Halbfinale         | Finale             | Finale             | Finale |
| Athleten                                                      | Wettbewerb | Siege        | Niederlagen  | Gegner        | Ergebnis      | Gegner             | Ergebnis           | Gegner             | Ergebnis           | Rang   |
| ------------------------------------------------------------- | ---------- | ------------ | ------------ | ------------- | ------------- | ------------------ | ------------------ | ------------------ | ------------------ | ------ |
| Gemischt                                                      |            |              |              |               |               |                    |                    |                    |                    |        |
| Korey Dropkin, Sarah Anderson, Thomas Howell, Taylor Anderson | Team       | 7            | 0            | Italien       | 5 : 7         | nicht qualifiziert | nicht qualifiziert | nicht qualifiziert | nicht qualifiziert | 5      |

### Eishockey

#### Jungen
| Vereinigte Staaten | Spieler Adam Baughman, Nathan Billitier, Ryan Bliss, Blake Clarke, Jack Eichel, Jared Fiegl, Shane Gersich, Jack Glover, Marcel Godbout, Logan Halladay, Josh Jacobs, Kevin Kerr, Ryan MacInnis, Nicholas Magyar, Edwin Minney, Nick Schmaltz, Joe Wegwerth Trainer: Ben Smith |

Gruppenphase
| Pl. |                    | Sp | S | OTS | OTN | N | Tore  | Punkte |
| 1.  | Russland           | 4  | 3 | 0   | 0   | 1 | 25:09 | 9      |
| 2.  | Kanada             | 4  | 2 | 1   | 0   | 1 | 20:07 | 8      |
| 3.  | Finnland           | 4  | 2 | 0   | 1   | 1 | 13:11 | 7      |
| 4.  | Vereinigte Staaten | 4  | 2 | 0   | 0   | 2 | 14:18 | 6      |
| 5.  | Österreich         | 4  | 0 | 0   | 0   | 4 | 03:30 | 0      |

 Halbfinale 
| 18. Januar 2012 16:15 Uhr | Russland | 5:2 (1:0, 1:0, 3:2) | Vereinigte Staaten | Tiroler Wasserkraft Arena, Innsbruck |

 Spiel um Platz 3 
| 21. Januar 2012 14:45 Uhr | Kanada | 7:5 (3:1, 4:1, 0:3) | Vereinigte Staaten | Tiroler Wasserkraft Arena, Innsbruck |

### Eiskunstlauf
| Athleten                       | Wettbewerb | Kurzprogramm | Kurzprogramm | Free Skating/Dance | Free Skating/Dance | Gesamt | Gesamt |
| Athleten                       | Wettbewerb | Punkte       | Rang         | Punkte             | Rang               | Punkte | Rang   |
| ------------------------------ | ---------- | ------------ | ------------ | ------------------ | ------------------ | ------ | ------ |
| Mädchen                        |            |              |              |                    |                    |        |        |
| Jordan Bauth                   | Einzel     | 42,33        | 7            | 81,06              | 7                  | 123,39 | 7      |
| Paar                           |            |              |              |                    |                    |        |        |
| Caitlin Belt Michael Johnson   | Paar       | 38,65        | 4            | 70,96              | 4                  | 109,61 | 4      |
| Rachel Parsons Michael Parsons | Eistanz    | 44,69        | 4            | 69,53              | 4                  | 114,22 | 4      |

### Eisschnelllauf
| Athleten    | Wettbewerb  | Durchgang 1 | Durchgang 2 | Gesamt      | Gesamt |
| Athleten    | Wettbewerb  | Zeit        | Zeit        | Zeit        | Rang   |
| ----------- | ----------- | ----------- | ----------- | ----------- | ------ |
| Mädchen     |             |             |             |             |        |
| Clare Jeong | 3000 m      |             |             | 4:54,04 min | 8      |
| Clare Jeong | Massenstart |             |             | 6:11,73 min | 13     |

### Freestyle-Skiing

#### Halfpipe
| Athleten           | Wettbewerb | Qualifikation | Qualifikation | Finale             | Finale             |
| Athleten           | Wettbewerb | Punkte        | Rang          | Punkte             | Rang               |
| ------------------ | ---------- | ------------- | ------------- | ------------------ | ------------------ |
| Jungen             |            |               |               |                    |                    |
| Aaron Blunck       | Halfpipe   | 75,75 Punkte  | 3             | 87,50 Punkte       | Bronze             |
| Mädchen            |            |               |               |                    |                    |
| Jeanne Crane-Mauzy | Halfpipe   | DNS           | DNS           | nicht qualifiziert | nicht qualifiziert |

#### Skicross
| Athleten      | Wettbewerb | Qualifikation | Qualifikation | Vorlauf  | Vorlauf  | Halbfinale | Finale   |
| Athleten      | Wettbewerb | Zeit          | Rang          | Punkte   | Rang     | Position   | Position |
| ------------- | ---------- | ------------- | ------------- | -------- | -------- | ---------- | -------- |
| Mädchen       |            |               |               |          |          |            |          |
| Lesley Wilson | Skicross   | 1:02,64 min   | 10            | Abgesagt | Abgesagt | Abgesagt   | Abgesagt |

### Nordische Kombination
| Athleten       | Wettbewerb                    | Skispringen | Skispringen | Skispringen   | Langlauf    | Langlauf |
| Athleten       | Wettbewerb                    | Punkte      | Rang        | Zeitrückstand | Zeit        | Rang     |
| -------------- | ----------------------------- | ----------- | ----------- | ------------- | ----------- | -------- |
| Jungen         |                               |             |             |               |             |          |
| Colton Kissell | Normalschanze / 5 km Langlauf | 67,5        | 13          | 2:09 min      | 32:00,6 min | 13       |

### Rennrodeln
| Athleten                   | Wettbewerb   | Durchgang 1 | Durchgang 2 | Gesamt       | Gesamt |
| Athleten                   | Wettbewerb   | Zeit        | Zeit        | Zeit         | Rang   |
| -------------------------- | ------------ | ----------- | ----------- | ------------ | ------ |
| Jungen                     |              |             |             |              |        |
| Tyler Andersen             | Einsitzer    | 40,374 s    | 40,210 s    | 1:20,584 min | 15     |
| Tucker West                | Einsitzer    | 40,218 s    | 40,117 s    | 1:20,335 min | 12     |
| Tyler Andersen Pat Edmunds | Doppelsitzer | 42,817 s    | 42,949 s    | 1:25,766 min | Bronze |
| Mädchen                    |              |             |             |              |        |
| Summer Britcher            | Einsitzer    | 40,321 s    | 40,309 s    | 1:20,630 min | 5      |
| Raychel Germaine           | Einsitzer    | 40,856 s    | 41,324 s    | 1:22,180 min | 14     |

| Athleten                                               | Wettbewerb  | Mädchen  | Junge    | Doppel   | Gesamt       | Gesamt |
| Athleten                                               | Wettbewerb  | Zeit     | Zeit     | Zeit     | Zeit         | Rang   |
| ------------------------------------------------------ | ----------- | -------- | -------- | -------- | ------------ | ------ |
| Gemischt                                               |             |          |          |          |              |        |
| Summer Britcher Tucker West Tyler Andersen Pat Edmunds | Teamstaffel | 46,686 s | 44,658 s | 46,966 s | 2:18,310 min | Gold   |

### Shorttrack
| Athleten          | Wettbewerb | Viertelfinale | Viertelfinale | Halbfinale   | Halbfinale | Finale             | Finale             |
| Athleten          | Wettbewerb | Zeit          | Rang          | Zeit         | Rang       | Zeit               | Rang               |
| ----------------- | ---------- | ------------- | ------------- | ------------ | ---------- | ------------------ | ------------------ |
| Jungen            |            |               |               |              |            |                    |                    |
| Thomas Insuk Hong | 500 m      | 44,485 s      | 1             | 43,187 s     | 2          | 42,782 s           | 4                  |
| Thomas Insuk Hong | 1000 m     | 1:30,615 min  | 2             | DNF          | DNF        | nicht qualifiziert | nicht qualifiziert |
| Mädchen           |            |               |               |              |            |                    |                    |
| Sarah Warren      | 500 m      | 48,241 s      | 1             | 47,033 s     | 4          | 48,273 s           | 4                  |
| Sarah Warren      | 1000 m     | 1:40,397 min  | 4             | 1:45,006 min | 2          | 1:50,026 min       | 11                 |

### Skeleton
| Athleten            | Durchgang 1 | Durchgang 2 | Gesamt      | Gesamt |
| Athleten            | Zeit        | Zeit        | Zeit        | Rang   |
| ------------------- | ----------- | ----------- | ----------- | ------ |
| Jungen              |             |             |             |        |
| Anthony Herringshaw | 59,00 s     | 59,16 s     | 1:58,16 min | 7      |
| Mädchen             |             |             |             |        |
| Timi Earl           | -           | 1:01,04 min | 1:01,04 min | 9      |
| Lizzy Maxwell       | -           | 59,50 s     | 59,50 s     | 7      |

### Ski Alpin
| Athleten              | Wettbewerb   | Durchgang 1 | Durchgang 2 | Gesamt      | Gesamt |
| Athleten              | Wettbewerb   | Zeit        | Zeit        | Zeit        | Rang   |
| --------------------- | ------------ | ----------- | ----------- | ----------- | ------ |
| Jungen                |              |             |             |             |        |
| Alex Leever           | Super-G      |             |             | 1:06,33 min | 16     |
| Alex Leever           | Riesenslalom | 59,89 s     | 56,09 s     | 1:55,98 min | 11     |
| Alex Leever           | Slalom       | 40,44 s     | DNF         | -           | -      |
| Alex Leever           | Kombination  | 1:05,98 min | 37,36 s     | 1:43,34 min | 10     |
| Mädchen               |              |             |             |             |        |
| Julia Mueller-Ristine | Super-G      |             |             | DNF         | DNF    |
| Julia Mueller-Ristine | Riesenslalom | 1:01,86 min | 1:01,31 min | 2:03,17 min | 24     |
| Julia Mueller-Ristine | Slalom       | 46,48 s     | 41,31 s     | 1:27,79 min | 12     |
| Julia Mueller-Ristine | Kombination  | 1:07,93 min | 40,17 s     | 1:48,10 min | 17     |

### Skilanglauf
| Athleten         | Wettbewerb      | Qualifikation | Qualifikation | Viertelfinale      | Viertelfinale      | Halbfinale         | Halbfinale         | Finale             | Finale             |
| Athleten         | Wettbewerb      | Zeit          | Rang          | Zeit               | Rang               | Zeit               | Rang               | Zeit               | Rang               |
| ---------------- | --------------- | ------------- | ------------- | ------------------ | ------------------ | ------------------ | ------------------ | ------------------ | ------------------ |
| Jungen           |                 |               |               |                    |                    |                    |                    |                    |                    |
| Patrick Caldwell | 10 km klassisch |               |               |                    |                    |                    |                    | 31:30,1 min        | 16                 |
| Patrick Caldwell | Sprint          |               |               | 1:46,5 min         | 4                  | 1:47,3 min         | 3                  | 1:47,0 min         | 5                  |
| Mädchen          |                 |               |               |                    |                    |                    |                    |                    |                    |
| Heather Mooney   | 5 km klassisch  |               |               |                    |                    |                    |                    | 16:18,8 min        | 13                 |
| Heather Mooney   | Sprint          | 2:09,6 min    | 5             | nicht qualifiziert | nicht qualifiziert | nicht qualifiziert | nicht qualifiziert | nicht qualifiziert | nicht qualifiziert |

### Skispringen
| Athleten        | Wettbewerb    | Erste Runde | Erste Runde | Finale | Finale | Gesamt | Gesamt |
| Athleten        | Wettbewerb    | Weite       | Punkte      | Weite  | Punkte | Punkte | Rang   |
| --------------- | ------------- | ----------- | ----------- | ------ | ------ | ------ | ------ |
| Jungen          |               |             |             |        |        |        |        |
| William Rhoads  | Normalschanze | 59,0 m      | 86,4        | 63,0 m | 95,0   | 181,4  | 19     |
| Mädchen         |               |             |             |        |        |        |        |
| Emilee Anderson | Normalschanze | 59,5 m      | 85,1        | 65,5 m | 101,0  | 186,1  | 9      |

| Athleten                                      | Wettbewerb               | Erste Runde | Zweite Runde | Gesamt | Gesamt |
| Athleten                                      | Wettbewerb               | Punkte      | Punkte       | Punkte | Rang   |
| --------------------------------------------- | ------------------------ | ----------- | ------------ | ------ | ------ |
| Gemischt                                      |                          |             |              |        |        |
| Emilee Anderson Colton Kissell William Rhoads | Mixed-Team Normalschanze | 205,7       | 230,5        | 436,2  | 11     |

### Snowboard

#### Halfpipe
| Athleten     | Wettbewerb | Qualifikation | Qualifikation | Qualifikation | Halbfinale   | Halbfinale   | Halbfinale | Finale             | Finale             | Finale             |
| Athleten     | Wettbewerb | Durchgang 1   | Durchgang 2   | Rang          | Durchgang 1  | Durchgang 2  | Rang       | Durchgang 1        | Durchgang 2        | Rang               |
| ------------ | ---------- | ------------- | ------------- | ------------- | ------------ | ------------ | ---------- | ------------------ | ------------------ | ------------------ |
| Jungen       |            |               |               |               |              |              |            |                    |                    |                    |
| Ben Ferguson | Halfpipe   | 88,00 Punkte  | 33,75 Punkte  | 3             |              |              |            | 90,25 Punkte       | 93,25 Punkte       | Gold               |
| Max Raymer   | Halfpipe   | 47,00 Punkte  | 48,50 Punkte  | 10            |              |              |            | nicht qualifiziert | nicht qualifiziert | nicht qualifiziert |
| Mädchen      |            |               |               |               |              |              |            |                    |                    |                    |
| Arielle Gold | Halfpipe   | 88,50 Punkte  | 27,00 Punkte  | 1             |              |              |            | 90,00 Punkte       | 86,50 Punkte       | Silber             |
| Indigo Monk  | Halfpipe   | 45,00 Punkte  | 46,75 Punkte  | 8             | 59,25 Punkte | 54,50 Punkte | 5          | nicht qualifiziert | nicht qualifiziert | nicht qualifiziert |

#### Slopestyle
| Athleten     | Wettbewerb | Qualifikation | Qualifikation | Qualifikation | Finale       | Finale       | Finale |
| Athleten     | Wettbewerb | Durchgang 1   | Durchgang 2   | Rang          | Durchgang 1  | Durchgang 2  | Rang   |
| ------------ | ---------- | ------------- | ------------- | ------------- | ------------ | ------------ | ------ |
| Jungen       |            |               |               |               |              |              |        |
| Ben Ferguson | Slopestyle | 80,50 Punkte  | 90,25 Punkte  | 1             | 90,25 Punkte | 93,25 Punkte | Silber |
| Max Raymer   | Slopestyle | 74,25 Punkte  | 80,75 Punkte  | 2             | 39,25 Punkte | 85,00 Punkte | 5      |
| Mädchen      |            |               |               |               |              |              |        |
| Arielle Gold | Slopestyle | 77,50 Punkte  | 72,50 Punkte  | 4             | 71,75 Punkte | 69,00 Punkte | Silber |
| Indigo Monk  | Slopestyle | 65,75 Punkte  | 77,25 Punkte  | 5             | 55,00 Punkte | 50,00 Punkte | 5      |